# Дзария, Ираклий
Ираклий Дзария (груз. ირაკლი ძარია; 1 декабря 1988, Поти, Грузинская ССР, СССР) — грузинский футболист, полузащитник. Выступал за сборную Грузии.

## Биография

### Клубная карьера
Начинал профессиональную карьеру в составе клуба «Колхети-1913», за который в сезоне 2004/05 провёл 8 матчей в чемпионате Грузии. В 2005 году подписал контракт с клубом «Зестафони», однако первое время в новом клубе получал слишком мало игровой практики и сезон 2007/08 провёл в аренде в другом клубе высшей лиги «Спартак-Цхинвали», где сыграл 22 матча и забил 2 гола. После возвращения из аренды, стал одним из основных игроков «Зестафони». В сезоне 2010/11, впервые в истории клуба, выиграл с «Зестафони» чемпионат Грузии. Следующий, также золотой для команды сезон, начал в составе «Зестафони», но по ходу сезона перешёл в тбилисское «Динамо». В сезонах 2012/13 и 2013/14 сделал с командой золотой дубль, выиграв чемпионат и кубок страны. По ходе следующего сезона 2014/15 перешёл из «Динамо» в «Дилу», с которой также стал чемпионом. В 2016 году некоторое время выступал за «Сиони», но позже вернулся в «Дилу».
Зимой 2017 года стал игроком албанского клуба «Кукеси». В Албании провёл 1.5 сезона и оба раза занимал с командой второе место в местном чемпионате, а в сезоне 2018/19 выиграл с «Кукеси» Кубок Албании.

### Карьера в сборной
Дебютировал за сборную Грузии 29 февраля 2012 года в товарищеском матче со сборной Албании, в котором вышел на замену в компенсированное время вместо Джабы Канкавы. Продолжал выступать за сборную до 2014 года и провёл в её составе 10 матчей, в одном из которых отметился забитым голом.

## Достижения
«Зестафони»
- Чемпион Грузии: 2010/2011

«Динамо» Тбилиси
- Чемпион Грузии (2): 2012/2013, 2013/2014
- Обладатель Кубка Грузии (2): 2012/2013, 2013/2014

«Дила»
- Чемпион Грузии: 2014/2015

«Кукеси»
- Обладатель Кубка Албании: 2018/2019